# Nemuro subprefektur
Nemuro (japanska: 根室振興局?, Nemuro-shinkō-kyoku) är ett förvaltningsområde (subprefektur) i Hokkaido prefektur i Japan. Området utgör Hokkaidos östligaste del. Det omfattar en stad samt fyra landskommuner. Landskommunerna är grupperade i tre distrikt, men dessa har ingen administrativ funktion utan fungerar i huvudsak som postadressområden.
Till subprefekturen räknas också de fyra sydligaste öarna i Kurilerna som är under rysk förvaltning, men som Japan anser är japanskt territorium.

## Administrativ indelning
| Namn         | Namn     | Areal (km²) | Folkmängd (2022) | Distrikt       | Typ                  |
| Romaji       | Kanji    | Areal (km²) | Folkmängd (2022) | Distrikt       | Typ                  |
| ------------ | -------- | ----------- | ---------------- | -------------- | -------------------- |
| Betsukai     | 別海町   | 1 319,63    | 13 920           | Notsuke        | Landskommun (köping) |
| Nakashibetsu | 中標津町 | 684,87      | 22 587           | Shibetsu       | Landskommun (köping) |
| Nemuro       | 根室市   | 411,41      | 23 346           | inget distrikt | Stad                 |
| Rausu        | 羅臼町   | 397,72      | 4 419            | Menashi        | Landskommun (köping) |
| Shibetsu     | 標津町   | 624,69      | 4 855            | Shibetsu       | Landskommun (köping) |